# Deraeocorini
Los deraeocorinos, Deraeocorini, son una tribu de hemípteros heterópteros perteneciente a la familia Miridae.

## Géneros
- Acutifromiris - Agastictus - Alloeotomus - Angerianus - Anniessa - Anolaimus - Apoderaeocoris - Araspus - Aterpocoris - Carmelinus - Carmelocoris - Carmelus - Carvalhoana - Cephalomiroides - Cimicicapsus - Cimidaeorus - Conocephalocoris - Cranocapsus - Deraeocapsus - Deraeocoris - Diplozona - Dortus - Eurybrochis - Eurychilopterella - Eurychilopteroides - Fingulus - Garainamiris - Gressitticoris - Hesperophylum - Hildebrandtiella - Icoracicoris - Idiomiris - Iguazucoris - Irazucoris - Juinacoris - Karimuicoris - Karubacoris - Klopicoris - Lamprocranum - Leonomiris - Lestoniella - Lundiella - Matogrossia - Megamirioides - Morobemiris - Papuacoris - Paracoriscus - Paranix - Parantias - Paulianana - Peruanocoris - Platycapsus - Poecilomiris - Posantias - Pseudocamptobrochis - Pseudocarnus - Reuda - Romna - Rotundomiris - Scutellograndis - Strobilocapsus - Termatomiris - Xoklengana - Yebonia - Zacheila